# Liparis latialata
Liparis latialata är en orkidéart som beskrevs av Rudolf Mansfeld. Liparis latialata ingår i släktet gulyxnen, och familjen orkidéer. Inga underarter finns listade i Catalogue of Life.